# Proteína ribosómica 40S S26
La proteína ribosómica S26 de la subunidad pequeña 40S, es una proteína que en humanos está codificada por el gen RPS26.

## Función
Los ribosomas, los orgánulos que catalizan la síntesis de proteínas, constan de una subunidad pequeña 40S y una subunidad grande 60S. Juntas, estas subunidades están compuestas por 4 especies de ARN y aproximadamente 80 proteínas estructuralmente distintas. Este gen codifica una proteína ribosómica que es un componente de la subunidad 40S. La proteína pertenece a la familia S26E de proteínas ribosómicas. Está ubicado en el citoplasma. Como es típico para los genes que codifican proteínas ribosómicas, existen múltiples pseudogenes procesados de este gen dispersos a través del genoma.